# Zoltán Oroszlán
Zoltán Oroszlán (* 16. März 1891 in Budapest, Österreich-Ungarn; † 9. Januar 1971 ebenda) war ein ungarischer Archäologe, Kunsthistoriker und Museologe.

## Leben und Wirken
Zoltán Oroszlán besuchte das reformierte Gymnasium in Budapest. Anschließend studierte er an der Technischen Universität Budapest und erhielt 1913 einen Master-Abschluss in Naturwissenschaften und 1918 einen Abschluss in Geisteswissenschaften. 1914 absolvierte er ein Praktikum in der Münz- und Antikenabteilung des Ungarischen Nationalmuseums. Von 1914 bis 1917 lehrte er Militärgeographie und Militärgeschichte an der Ludovika-Akademie. 1917 bis 1919 arbeitete er als Sekretär am neu gegründeten Balassi-Institut in Konstantinopel. 1919 wurde er Mitarbeiter im Ungarischen Nationalmuseum und ab 1923 im Szépművészeti Múzeum. Dort wurde er später Leiter der ägyptischen Skulpturensammlung, die er gemeinsam mit Aladár Dobrovits (1909–1970) und Antal Hekler (1882–1940) aufbaute. Nach dem Ausscheiden von Dénes Csánky war er von 1944 bis 1945 Generaldirektor des Museums. Von 1936 bis 1945 lehrte er außerdem an der Universität der Wissenschaften Szeged.
Nach dem Zweiten Weltkrieg leitete er die Wiederaufbauarbeiten am Szépművészeti Múzeum. 1946 war er Mitglied eines Komitees, das Verlustlisten des Museums zusammenstellte und die Kunstwerke in Frankfurt am Main und in München identifizierte.
1945 wurde er Professor an der Eötvös-Loránd-Universität. 1952 wurde er ordentlicher Professor für Klassische und Provinzialrömische Archäologie, Kunstgeschichte und Museologie und Kandidat der Geschichtswissenschaften. Von 1957 bis 1959 war er Prodekan der Geisteswissenschaftlichen Fakultät. 1967 ging er in den Ruhestand.
Zoltán Oroszlán beschäftigte sich vor allem mit griechischer und römischer Kunst und Provinzialrömischer Archäologie. Bekannt sind seine Forschungen zu griechischen Terrakottaskulpturen und zur Reliefkunst in der römischen Provinz Pannonia. So beschrieb er die Büste von Mucius Scaevola, die sich im Lapidarium des Ungarischen Nationalmuseums befindet.
Er war Korrespondierendes Mitglied des Deutschen Archäologischen Instituts und Mitglied des Archäologischen Komitees der Ungarischen Akademie der Wissenschaften und der Ungarischen Gesellschaft für Archäologie und Kunstgeschichte. Ab 1959 war er deren Vorsitzender.
Zoltán Oroszlán war ab 1932 mit der Künstlerin Zsófia Tóth verheiratet. Er starb 1971 in Budapest und wurde auf dem Farkasréti-Friedhof beerdigt.

## Schriften
Zoltán Oroszlán veröffentlichte etwa 400 wissenschaftliche Arbeiten.
- Mitológiai és szimbolikus képtípusok a pannóniai síremlékeken. Élet, Budapest 1918, OCLC 909397682.
- Antik terrakotta gyüjteményének katalógusa. Hrsg. Szépművészeti Múzeum. Hornyánszky, Budapest 1930, OCLC 250741551.
- Mucius Scaevolát ábrázoló dombormű a Magyar Nemzeti Múzeumban. In: Archaeologiai Értesítő. 46, 1932, S. 44–53.
- Athene és Hephaistos ritka mítosza a Székesfehérvári Múzeum egy római kőemlékén. In: Archaeologiai Értesítő. 46, 1932, S. 54–61.
- mit Aladár Dobrovits: Az egyiptomi gyűjtemény. Vezető. Budapest 1939, OCLC 83138712.
- Színész-maszkok és szobrocskák antik terrakotta-gyűjteményünkben. In: Az Országos Magyar Szépművészeti Múzeum Évkönyvei. 9, 1937–1939 (1940), S. 215–233, Bilder S. 248–260  (online, ungarisch), deutsche Kurzfassung: S. 234–247 (online).
- Terrakotten-Studien (= A Magyar Keleti Társaság Kiadványai. 10). Globus, Budapest 1945, OCLC 644060074.
- mit Aladár Dobrovits: Antik kiállítás. Vezető. Egyetemi Ny, Budapest 1947, OCLC 909143037.
- A nyolcvanéves Régészeti Művészettörténeti és Éremtani Társulat. In: Művészettörténeti Értesítő. 9, 1960, S. 51–57, OCLC 1014827142.